# Die Hefte des André Walter
Die Hefte des André Walter (frz. Les Cahiers d'André Walter) ist eine Erzählung von André Gide, die 1890 anonym bei Didier-Perrin in Paris erschien. Gide veröffentlichte überarbeitete Fassungen unter seinem Namen zuerst 1925 und dann endgültig 1930 (unter dem Titel Les cahiers et les poésies d’André Walter) bei G. Crès, ebenfalls in Paris.
In einem Roman, den er „Allain“ betitelt, sinnt der junge André Walter seiner unglücklichen Liebe zu Emmanuèle nach, wird über dem Schreiben allmählich wahnsinnig und stirbt an „Gehirnfieber“.

## Inhalt
Die Tagebuch-Aufzeichnungen reichen vom 1. Juli bis zum 28. Oktober 1889 und enthalten Rückblenden bis zum März 1886.
Das weiße Heft
André blickt zurück auf den Monat August des Jahres 1887. Emmanuèle zog in das Zimmer seiner 1885 verstorbenen Schwester ein. Es ekelt den Schreiber vor dem Leben, das er leben muss, weil in dem Alter – Anfang zwanzig ist er – die Leidenschaft ausbreche. Da sind ihm seine Träume lieber. Er flüchtet sich in Chopins, Schumanns und Bachs Musik Solche Harmonie beflügelt die Seele, treibt diese zu Emmanuèles Seele hin. Aber Bilder drängen vor. Nackte Paare umschlingen sich beiderseits seines Weges. André schaut im Traum weg, hört jedoch die Küsse. Er schreibt über Emmanuèle, weil er nicht vergessen will. Das Philosophieren, den Verstand, verachtet André zwar nicht, doch er räumt der Seele einen Platz vor dem Geist ein. Seine Heft sind voll von den Zitaten der Dichter. André findet und artikuliert eigene Poesie. Er hofft, kommt vorwärts, sieht Emmanuèles Blick im Traum sogar. Doch bevor seine Mutter stirbt, verlobt sie noch T. und Emmanuèle. Emmanuèle und T. heiraten.
Das schwarze Heft
André schreibt an seinem Roman und kämpft bereits gegen die Chimäre. Die Musik soll im Kampf gegen das Ungeheuer helfen. Da stirbt Emmanuèle. André arbeitet an „Allain“. Allain und André werden eins. Die Erinnerung an Emmanuèle wird beim Schreiben zur Qual. André beginnt, den Traum der kommenden Nacht zu fürchten, hat Angst, verrückt zu werden. André arbeitet ständig an dem Roman. Allain, der ja André ist, wird wahnsinnig. André, also im Wahn, hält sein Werk für „sehr gelungen“. Die Traumbilder sind nicht mehr poetisch, sondern werden fortan vom Wahn diktiert. André stirbt, so bemerkt der Herausgeber von André Walters beiden Heften. Das letzte Bild, das André in sein schwarzes Heft schreibt, erzählt von seiner Liebe zu Emmanuèle – notiert in der Sprache eines Wahnsinnigen.

## Selbstzeugnisse
- Gide schreibt im Vorwort zur Ausgabe 1930: „… wenn ich nicht dieses erste Buch geschrieben hätte, hätte ich die folgenden zweifellos weniger gut geschrieben.“[2]
- Auf ein Lob Valérys antwortet Gide mit Mallarmé: „Ein Schleier, ausgeworfen als Leichentuch, um eine erloschene Jugend mit Wohlgeruch zu erfüllen.“[3]
- „Als ich dieses Buch … schrieb, schien es mir zu den wichtigsten auf der ganzen Welt zu gehören, …“[4]

## Rezeption
- Mallarmé sagt zu Gide: „Ihr Buch ist ein Buch voll Stille … so daß alle Gedanken zwischen den Zeilen zu lesen sind“[5].
- Maeterlinck schreibt: „Dieses schwermütige und herrliche Brevier des Unberührten ist in gewissen Augenblicken unvergänglich wie die Imitation“[6].
- Valéry schreibt an Gide: „O Dank für diesen Anfang in Moll … Eine gebrochene Musik mit gebrochenen Flügeln zuckt auf und welkt dahin, …“[7]
- Renée Lang rechnet das Buch dem Symbolismus zu. Es gehe im André Walter hauptsächlich „um den christlichen Konflikt von Fleisch und Geist“. Lang zitiert Rémy de Gourmont, der 1891 den (noch anonymen) Autor „einen schwärmerischen und philosophischen Geist in der Nachfolge Goethes“ nennt. Sowohl Werther als auch André Walter verzehrten sich in Liebe zu einer Verheirateten.[8]